# Карапакс
Карапакс е термин, който се отнася за гръбната част на екзоскелета на някои животни или черупката на други.

## Ракообразни
При ракообразните, карапакса е част от екзоскелета, който покрива главогръда (cephalothorax). Много добре е развит при омарите и повечето раци. Функцията му е предимно защита на главогръда.

## Костенурки
Карапакс е горната, изпъкнала част от черупката на костенурка, изградена от плътно свързани кости и покрита с рогови щитчета. Броят, големината и формата на роговите щитчета са характерна особеност за всеки вид и позволяват морфологично разграничаване на отделните видове.
На лявата част на схемата са показани групите рогови щитчета означени с арабски цифри. В дясната част с римски цифри са посочени различните групи кости анатомично разположени под роговите щитчета. Съответните групи са:
| Рогови щитчета | Рогови щитчета                          | Кости | Кости                  |
| -------------- | --------------------------------------- | ----- | ---------------------- |
| 1              | шийни (cervical)                        | I     | тилни (nuchal)         |
| 2              | странични (marginal)                    | II    | периферни (peripheral) |
| 3              | надопашн(о/и) (supracaudal(s))          | III   | (pygal)                |
| 4              | плеврални (plaural)                     | IV    | ребрени (costal)       |
| 5              | гръбначни (vertebral)                   | V     | неврални (neural)      |
| *              | надстранични (supramarginal) изключение | VI    | (suprapygal)           |